# Полосатый ходулочник
Полосатый ходу́лочник (лат. Cladorhynchus leucocephalus) — вид птиц семейства шилоклювковых (Recurvirostridae). Единственный представитель одноимённого рода. Подвидов не выделяют. Эндемик Австралии.

## Описание
Полосатый ходулочник достигает длины 45—53 см и массы 220—260 г, при размахе крыльев 55—68 см. Половой диморфизм не выражен. Взрослые особи в брачном наряде преимущественно белые с чёрными крыльями и широкой, хорошо очерченной u-образной каштановой полосой поперек груди. Центральная часть основания верхней части хвоста окрашена в бледный серо-коричневый цвет. Тонкий клюв чёрного цвета, относительно прямой, в два раза длиннее головы. Радужки тёмно-коричневые, а ноги и ступни тёмно-красновато-розовые. Крылья длинные и тонкие, с одиннадцатью основными маховыми перьями, причем десятое является самым длинным. В полете крылья в основном чёрные, если смотреть сверху, но имеют белую заднюю кромку от кончиков внутренних маховых. Снизу крылья преимущественно белые с тёмными кончиками. Белые перья на голове и шее имеют бледно-серые основания, которые обычно скрыты. Вне сезона размножения окраска оперения сходная, но полоса на груди менее отчетливая и часто бывает пепельно-коричневого цвета или с белыми крапинками. Ноги оранжево-розовые.
Молодые птицы похожи на взрослых, но у них сероватые лоб и уздечка, более тусклые чёрные крылья и отсутствует характерная полоса на груди. Ноги и ступни серого цвета, с возрастом они становятся все более розовыми. Взрослое оперение достигается на второй год жизни.
Взрослые особи издают лающий звук, который записывается как "cow" или "chowk", иногда с двумя слогами, как "chowk-uk" или "chuk-uk". Во время гнездования птицы также тихо и мелодично щебечут.